# 特爾津市鎮
特爾津市鎮（斯洛維尼亞語： 發音：[təɾˈzin] ⓘ 或 [təɾˈziːn]），是斯洛維尼亞中部上卡尼奧拉傳統地區的一個市镇，行政中心为特爾津，這也是該市镇唯一的聚居地。市镇面积为8.6平方公里，2018年人口数量为3,880人。該市镇於1998年成立。

## 外部連結
- 官方网站  （斯洛文尼亚文）
- Municipality of Trzin on Geopedia （页面存档备份，存于）